# 姜炳遠
姜炳遠（：／ Kang Byung-won；1971年7月9日—），大韓民國自由派政治人物，第20至21屆國會議員。韓國全羅北道出身。

## 生涯
2016年國會議員選舉，投入首爾恩平乙選區競選，成功當選。2020年國會議員選舉，於同選區再次競選，成功連任。